# Thenea corallophila
Thenea corallophila är en svampdjursart som beskrevs av Arthur Dendy och Burton 1926. Thenea corallophila ingår i släktet Thenea och familjen Pachastrellidae.
Artens utbredningsområde är havet utanför Indien. Inga underarter finns listade i Catalogue of Life.